# حباك (شراع)

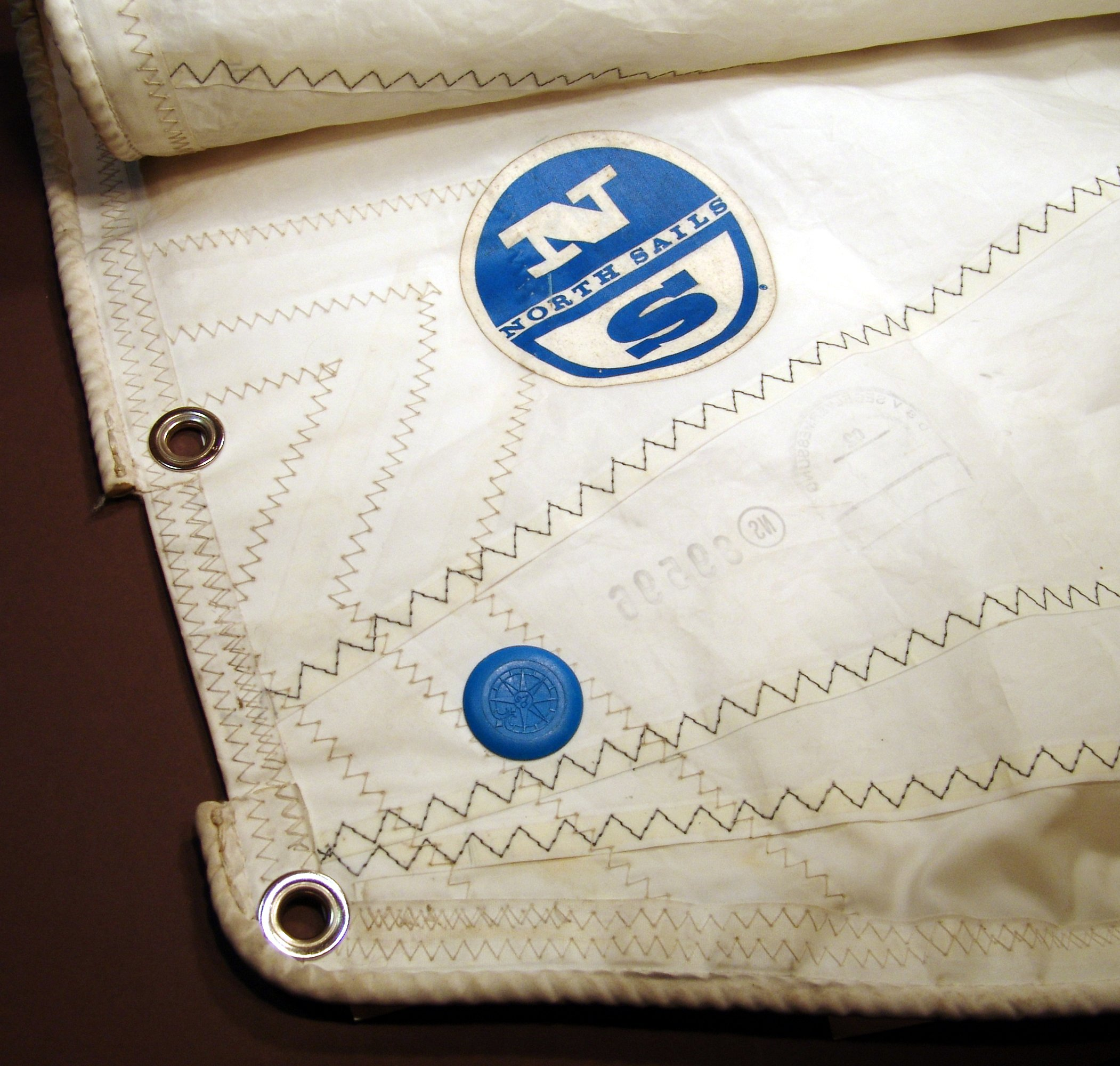

حِباك حبل يُحبك حول جوانب الشراع بُغية تمتينها و لتثبيت الشراع في أخدود في ذراع الرافعة أو في الصاري . 

تفاصيل بناء الشراع (مكان الربط) ، تظهر حباكًا فلزيًا (رقم: 2)، في الذراع وحباكًا ليفيًا (3) في القدم